# Pseudostottern
Pseudostottern (auch imitiertes Stottern genannt) wird im Rahmen der logopädischen Stottertherapie nach Charles Van Riper angewandt. Hierbei werden Stottersymptome in einer lockeren und unverkrampften Art imitiert. Dies dient dazu, sich bewusst mit dem Stottern auseinanderzusetzen und die Angst und Schamgefühle abzubauen, die häufig beim Stottern vorhanden sind.
Das Pseudostottern ist ein Teil der Desensibilisierungsphase der Therapie nach Van Riper. Ziel ist dabei, dass der Stotternde nicht mehr versucht, Symptome zu vermeiden. Sprachliches Vermeidungsverhalten äußert sich bei stotternden Menschen häufig z. B. durch Ersetzung von Wörtern oder durch den Umbau von Satzteilen oder ganzen Sätzen, nur um das befürchtete Wort nicht sagen zu müssen. Vermeidung schränkt somit die Möglichkeit, frei zu sprechen, stark ein und soll daher durch einen lockeren Umgang mit Stottersymptomen ersetzt werden.
Außerdem stellt das Pseudostottern eine Übungsphase dar, in der der Stotterer in der Lage ist, sein Stottern zu kontrollieren und es so spielerisch zu erkunden.
Allerdings geschieht es auch häufiger, dass der Stotterer von dem Pseudostottern in ein echtes Stottern gerät und sich dann wieder in einem echten Stotterblock mit allen Symptomen befindet.

## Quelle
- Van Riper, Charles: Die Behandlung des Stotterns. Aus dem Amerikanischen übersetzt von Andreas Starke mit Jutta Sundermann. Demosthenes Verlag Köln, 4. Auflage 2002, ISBN 3-921897-02-5